# انتخابات ریاست‌جمهوری ایالات متحده آمریکا (۱۹۴۴)
انتخابات ریاست‌جمهوری آمریکا در سال ۱۹۴۴ (به انگلیسی: United States presidential election of 1944) چهلمین انتخابات چهار سالهٔ ریاست جمهوری ایالات متحده بود که در روز ۷ نوامبر ۱۹۴۴ برگزار شد. رئیس جمهور وقت، فرانکلین روزولت، نامزد حزب دموکرات، برای چهارمین بار به مقام ریاست جمهوری رسید اما در تاریخ ۱۲ آوریل ۱۹۴۵، تنها چند هفته پیش از خودکشی آدولف هیتلر (۳۰ آوریل ۱۹۴۵) و تسلیم آلمان در جنگ جهانی دوم (۸ می ۱۹۴۵)، درگذشت و معاونش هری ترومن به جای او به قدرت رسید.